# Грин, Анжела
Анжела Кэтрин Грин (урождённая Анджела Кэтрин Уильямс) (англ. Angela Greene; 24 февраля 1921, Дублин, Ирландия — 9 февраля 1978, Лос-Анджелес, Калифорния, США) — американская актриса
, модель.

## Биография
Ирландского происхождения. В 1928 году переехала в США. В 1941 года стала «Мисс Рейнгольд». Позже работала моделью, появлялась на обложках журналов («Saturday Evening Post», «LAFT», «Early to Bed» и др.).
Начала сниматься в кино с 1944 года. Сыграла за свою карьеру в 103 кино-, телефильмах и сериалах.

## Личная жизнь

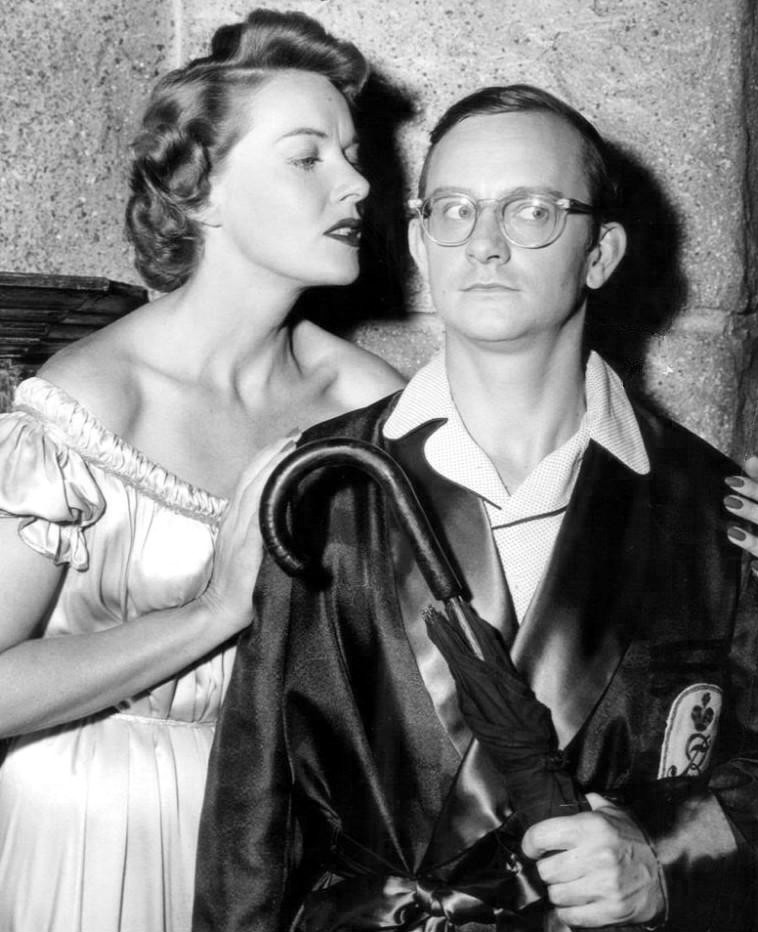
Анджела Грин и Уолли Кокс на съёмках сериала «Приключения Хайрема Холлидея», 1957 год.

В 1944—1945 годах встречалась с лейтенантом военно-морского флота США Джоном Ф. Кеннеди, будущим президентом США, затем с Паскуале «Пэтом» ДиЧикком, которого считали гангстером, работавшим на Лаки Лучано.
С 1946 года была замужем за Стюарта Уоррена Мартина. Супруги жили в Беверли-Хиллз, Калифорния. В браке родилось трое детей. В феврале 1975 г. разошлась с мужем. В 1970-е годы активно занималась благотворительностью.
Умерла от инсульта.

## Избранная фильмография
- 1945 — Милдред Пирс
- 1946 — Юмореска
- 1955 – Альфред Хичкок представляет
- 1957 – Перри Мейсон (телесериал)
- 1965 — Пощекочи меня
- 1976 — Мир будущего